# 埃德加·穆恩
埃德加·穆恩（英語：Edgar Moon，1904年12月3日—1976年5月26日），澳大利亚男子网球运动员。他曾获得澳大利亚网球公开赛男子单打冠军、男子双打冠军、混合双打冠军。